# つくバス
つくバス（TSUKU-BUS）は、茨城県つくば市のコミュニティバス。市が運行計画し、関東鉄道が運行業務を行う。

## 概要
「つくバス」の名称は公募による。面積284.07平方キロメートル（東京都区部の半分弱に相当）、南北に約30キロメートル（東京駅 - 横浜駅間に相当）もある市域の広さのため運行地域が広範囲にわたり、一系統あたりの運行距離が長いのが特徴である。
つくば市の公式発表によれば「市内2次交通の利便性向上」のため、運行時間の拡大・ノンステップバスの導入等を行ない、また自動車からバスへの転換を促すことによる交通渋滞の緩和や環境への負荷軽減を目的としている。
2013年（平成25年）10月1日改定現在では、つくばエクスプレスのつくば駅・研究学園駅・みどりの駅を起点に筑波地区（筑波山口・北条・寺具）・大穂地区（吉沼）・谷田部地区（谷田部）・茎崎地区（小茎）方面へ7系統運行している。巡回するのではなく直線的に運行し、距離に比して停留所の数が少なく、運行本数も多いことからいわば“幹線バス”であり、そうした路線しか持たないコミュニティバスは日本でも数少ない。運賃は大人200円から400円の特殊区間制で、概ね並行する一般路線バスより安い。
市の一部資料では「市営」と記されているものがあるが地方公営企業（特別会計）ではない。ただし、将来的には独立採算を視野に入れており、2011年には「学園南循環」が市の関与を離れ民営の一般路線バスとなった。2011年（平成23年）実績で運行経費の補填の必要がない「北部シャトル」についても将来的な一般路線化が検討されたが、一般路線化すると最大1.8倍もの大幅値上げとそれに伴う採算性の悪化が予測されることから「市民の目線で考えると利点が見いだせない」として見送られている。
近隣市町村のコミュニティバスと異なって年末年始も例外なく毎日運行であり、つくば特別支援学校経由便を除き平日・休日ともに同時刻で運行する。2018年（平成30年）ごろまでは学園都市中心部に「正月休業」という概念がなかったことや筑波山の観光需要（初詣）が背景にある。

### 経緯
2006年（平成18年）4月1日から、福祉循環バス「のりのりバス」・コミュニティバス「つくつくバス」を廃止した上で運行を開始した。
2011年（平成23年）3月までは、「のりのりバス」を基本として部分的に経路を修正した13の系統を中心とした全15系統により、市内のほぼ全集落をカバーする地域巡回型バス「地域循環」、「学園南循環」（2007年（平成19年）8月までは「センター循環」）と幹線バス的な「北部シャトル」の組み合わせで、日本のコミュニティバスの中でも有数の運行系統数・停留所数・運行本数を持っていた。一部の系統は、一般路線バス（茨城観光自動車上郷線、ジェイアールバス関東南筑波線）の事実上の廃止代替となっていた。運賃は均一制と区間制であった。
現行体制になったのは2011年（平成23年）4月1日の大改編である。乗合タクシー「つくタク」の開始と合わせてこの改編で6系統に絞った上、停留所数を削減した。これは原則として一定の人口密度を持つ地区1つにつき1ヶ所しか停留所を設置しないもので、停留所と停留所の間隔が概ね数キロメートル程度開くものであった。これを市では「シャトル」（本来の意味は短周期の高頻度運転）という言葉を用いてあたかも速達性のある交通機関であることを匂わせたが、実際はほぼ全路線で生活道路を通るため旧「北部シャトル」並みに高い表定速度にはならず、またバスが通っていても停留所がない集落が多数生じ、乗車機会の低下を招くこととなった。これにより停留所増設の市民要望が相次ぎ、約半年おきに停留所が増えるという特異な状態となり、現行路線上においては旧運行体制時の停留所が大分復活している。ただし、市当局は「シャトル」体制自体の方針転換はしておらず、「シャトル」体制を維持しつつ設置要望の中から人口密度を基準とした取捨選択を行った上で停留所を若干数増やすという方法を採っている。
市域全体における乗車機会の低下の一方でかつてはほぼ無視していた研究機関への通勤・出張需要を取り込み、統計上の利用者数は増加傾向にある。路線・時間帯によってはコミュニティバスでは珍しいラッシュが生じる。

## 沿革

### 前史
- 2000年（平成12年）9月15日 - つくば市福祉循環バス試験運行開始。
- 2002年（平成14年）4月1日
  - 福祉循環バス、「のりのりバス」と愛称を付け本格運行開始（ほぼ全市カバー）。
  - 茎崎町福祉バス「ひまわり号」運行開始。
- 2003年
  - 4月1日 - 「ひまわり号」を「のりのりバス」に組み込む（全13系統体制に）。
  - 9月1日 - コミュニティバス「つくつくバス」運行開始（福祉バスとコミュニティバスの並立制に）。
- 2005年（平成17年）
  - 4月1日 - 「つくつくバス」のセンター地区循環と筑波急行シャトルを廃止。
  - 8月24日 - 「のりのりバス」、つくばエクスプレス開通に伴い同線の駅に乗り入れ開始。
- 2006年（平成18年）3月31日 - この日限りで「のりのりバス」と「つくつくバス」を廃止。

### 運行開始以降

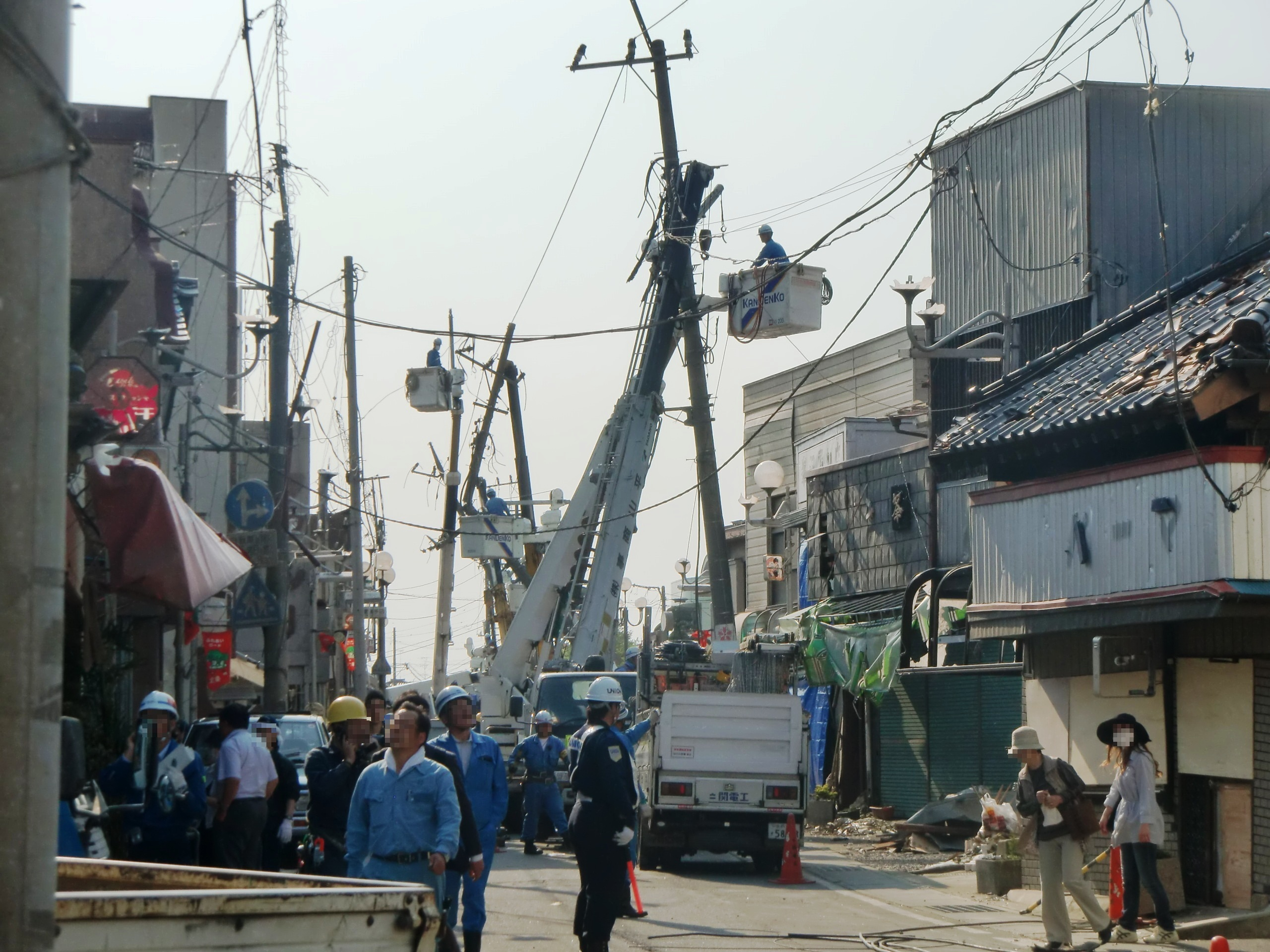
竜巻被害によりバスが通れなくなった北条停留所付近（2012年5月6日撮影）

#### 15系統体制
- 2006年（平成18年）4月1日 - 「つくバス」運行開始（北部シャトル、センター循環、地域循環（13系統）の全15系統体制）
- 2007年（平成19年）
  - 4月16日 - 「つくば養護学校」停留所（地域循環5コース）を新設。
  - 6月11日 - 飲酒運転防止策として、北部シャトルの夜間の筑波山口行きの2便を「松見公園北」に停車開始（12月31日まで）。
  - 9月1日 - 運行改定（センター循環を廃止、学園南循環を新設）。
- 2009年（平成21年）11月1日 - 1・2コースでの昼間時間帯デマンド運行を開始[5]。
- 2010年（平成22年）
  - 4月1日 - 運行改定（市役所新庁舎完成に伴い一部コースを乗り入れ等）[6]。
  - 12月20日 - 北部シャトルで自転車ラック付きバスの実証運行開始。

#### シャトル体制
- 2011年（平成23年）
  - 4月1日 - 大改編を実施。のりのりバス以来の路線網をほぼ白紙改定。変更は系統・停留所・運賃・乗車券制度に及んだ。「学園南循環」を関東鉄道の一般路線に移行（全6系統体制に）[7]。
  - 10月1日 - 停留所を若干増加、一部停留所改称[7][8]。
- 2012年（平成24年）
  - 4月1日 - 牧園停留所新設、西部工業団地停留所移設[7]。
  - 5月6日 - 作岡シャトル下り18便（12時10分研究学園駅発寺具行）として運行中の車両が12時45分頃、北部工業団地中央停留所（つくば市和台）付近において竜巻（2012年茨城・栃木竜巻）に巻き込まれ、窓ガラスが2枚破損した。乗客はなく、運転士に怪我はなかった。
  - 5月6日〜30日 - 竜巻被害に伴い、北条地区において臨時に迂回運行・停留所休止・位置変更が行われた[9]。同年5月31日に通常運行に戻る。
  - 竜巻被害者の年内運賃無料化措置が実施される。
  - 10月15日 - 運行改定（経路変更・延伸・区間便の設定及び停留所増設など。自由ヶ丘シャトルは2系統に分割、事実上全7系統体制に）。
- 2013年（平成25年）10月1日 - 運行改定（経路変更及び停留所の増設・移設）[10]。
- 2014年（平成26年）
  - 10月1日 - 富士見台停留所移設。研究学園C街区および学園の森B街区停留所をそれぞれ研究学園3丁目、学園の森2丁目停留所に改称[11]。
  - 12月1日 - 吉沼シャトルの運行改定（中型車による上郷区間便の設定）。吉沼駐在所前停留所新設[12]。
- 2015年（平成27年）
  - 4月1日 - 小田シャトルに八竜神停留所新設。
  - 8月1日 - 小田シャトルに北条新田停留所、南部シャトルに高野台停留所を新設。高野台・理化学研究所停留所を理化学研究所前に改称。
- 2016年（平成28年）
  - 4月1日 - 自由ヶ丘シャトル（谷田部）を谷田部シャトルに、自由ヶ丘シャトル（茎崎）を自由ヶ丘シャトルに改称[13]。
  - 10月1日 - PASMO導入。PASMOと相互利用カード合わせて10種類が全線で利用可能（乗車及び車内現金チャージ）となる。ただし、バス利用特典サービスとIC定期券は未導入。
- 2018年（平成30年）10月1日 - 公共交通改編案に基づく運行改定（つくば市役所閉庁時間帯の経路変更、谷田部シャトル経路変更、小田シャトル停留所増設など）。
- 2019年（平成31年）4月1日
  - 西部シャトル、上郷シャトル新設。吉沼シャトルルート一部変更。北部シャトルに天久保（筑波実験植物園）停留所・テクノパーク桜入口停留所を新設。
  - つくバスとは別に筑波地区支線型バス、茎崎地区実証実験バス運行開始。つくバスとの乗り継ぎ割引開始[14]。
- 2022年（令和4年）4月1日
  - 茎崎地区実証実験バスの本格運行として、茎崎シャトル新設。西部シャトルに富士見ヶ丘団地入口停留所、自由ケ丘シャトルに自由ケ丘団地中央停留所・富士見台入口停留所を新設。アッセ入口停留所を上横場交差点東に改称[15]。
  - 筑波地区支線型バスの運行を終了。なお4つあったコースの内コース3については、一部経路を変更した上で同年10月頃からの本格運行を予定しているとされている。
- 2022年（令和4年）10月1日 - 筑波地区支線型バスつくばね号を本格運行開始。
- 2024年（令和6年）10月1日 - ダイヤ改正実施。[16]
  - 西部シャトルを分割し、（新）西部シャトルとみどりのシャトルを運行開始。西部シャトルは下妻市内のやすらぎの里しもつまへの乗り入れ開始。新設のみどりのシャトルは常総市内の道の駅常総へ乗り入れ。これによりつくバスは11系統体制となった。
  - 吉沼シャトルのルートを一部変更し、下妻市内のやすらぎの里しもつまへの乗り入れ開始。
  - 小田シャトルに「筑波山ゲートパーク入口」停留所を新設。
  - その他各路線で軽微な時刻変更あり。

## 運転系統

### 現行の運転系統
2024年（令和6年）10月1日現在。途中のバス停は主なもののみを記載。括弧でくくられた停留所は、一部便のみ経由する。系統番号は方向ごとに設定されている。全て英字で初めに系統固有番号（H・O・S・Y・N・Ya・J・K・Se・Ku・M）、末尾はA・Bとなっており、Aは上り（末端部から駅方面）、Bは下り（駅から末端部方面）を表す。例えば北部シャトル（H）の筑波山口行（B）は[HB]、上郷シャトル（K）のつくばセンター行（A）は[KA]となる。
北部シャトル [H]
つくばセンター - 天久保（筑波実験植物園） - テクノパーク桜入口 ‐ 大穂窓口センター - 筑波交流センター - 筑波山口
旧：つくつくバス「筑波急行シャトル」にルーツを持ち、つくバスでは唯一開始当初から運行されている系統である。
もともとつくばエクスプレスを市北部に延長する考えに基づいて設定され、つくばセンターでつくば駅発着のつくばエクスプレスの快速に接続するダイヤが組まれている。主に学園東大通りなど幹線道路を走行する。
2025年4月時点では平日25往復・休日20往復が運行され、一般路線バスより低廉な運賃にもかかわらず単体黒字化が達成されている。
朝の筑波山口発1便は速達便となっており、途中の「筑波交流センター」「つくばウェルネスパーク」「大穂窓口センター」には停車しない。
本系統では一部便において自転車ラック搭載車両が運行されており、日中時間帯のみラックに自転車を積載することができる。利用は無料で、事前予約も可能。
2016年（平成28年）10月1日より筑波山口で本便に連絡する形で筑西市広域連携バス、桜川市広域連携バス（いずれも関鉄パープルバスが運行）が運行されている。
2019年（平成31年）4月1日よりこれまでルート上にあったが通過扱いとなっていた「テクノパーク桜入口」バス停や「天久保（筑波実験植物園）」バス停が新設された。
小田シャトル [O]
つくばセンター - 桜窓口センター - 松栄団地 - さくらの森 - テクノパーク桜 - （つくば特別支援学校） - 下大島 - 小田中部 - 筑波山ゲートパーク入口 - 筑波交流センター
概ね60分に1本程度運行されている。2011年（平成23年）4月改編で登場した系統。旧：地域循環5コースの一部地域を運行。
桜窓口センターは日中のみ経由、つくば特別支援学校は平日の朝夕各1本のみ経由、松栄団地および大穂窓口センターは日中数本のみ経由する。以前は日中にテクノパーク桜折返し便が交互に運転されたが、現在は全便筑波交流センターまで運転される。
2024年10月改正で「筑波山ゲートパーク入口（旧・北条駅入口）」バス停を新設した。
作岡シャトル [S]
研究学園駅 - 研究学園西 - 東光台5丁目 - 東光台体育館 - 東光台入口 - 酒丸 - 豊里の杜 - 今鹿島小学校入口 - テクノパーク大穂 - 北部工業団地中央 - 明石 - 作谷 - 寺具
概ね1時間に1本程度運行されている。2011年（平成23年）4月改編で登場し、2012年（平成24年）10月改正および2013年（平成25年）10月改正で経路変更。旧：地域循環2コース、4コース、6コースをルーツにしている。
吉沼シャトル [Y]
研究学園駅 - つくば市役所 - 学園の森1丁目 - 国土地理院・つくば警察署 - 筑波記念病院 - 土木研究所 - 大穂窓口センター - 篠崎 - 長高野 - 大砂・今鹿島入口 - 吉沼 - とよさと病院 - やすらぎの里しもつま
旧：地域循環7コースをルーツとしており、概ね75分に1本程度運行されている。2011年（平成23年）4月改編で登場し、2012年（平成24年）10月改正で経路変更。2014年（平成26年）12月1日より全体のうちおよそ4割の便が上郷折り返しとなったが、2019年（平成31年）4月に大幅に経路が変更され、研究学園駅を始発・終着として大穂窓口センターを経由し、吉沼 - とよさと病院間が延長され、2024年10月にはさらにやすらぎの里しもつまへの延伸が行われ現在の運行ルートとなった。
南部シャトル [N]
つくばセンター - 松代 - 榎戸 - 谷田部車庫 - 農林団地中央 - 高野台中央 - 茎崎窓口センター - （茎崎老人福祉センター）
概ね30分に1本程度運行されており、1日29往復が運行される。旧：茎崎町福祉バスひまわり号東コース（旧：地域循環12コース）にルーツを持つ。こちらもつくばセンターでつくばエクスプレスの快速に接続する。
茎崎窓口センター - 茎崎老人福祉センター間は日中のみ運転し、それ以外の時間帯は茎崎窓口センターで折り返す。2013年（平成25年）10月改正で経路変更。
谷田部シャトル [Ya]
研究学園駅 - 大境 - つくば秀英高校 - 香取台 - 万博記念公園駅 - みずほ団地入口 - みどりの2丁目 - みどりの駅 - みどりの中央 - 谷田部南小学校 - つくばサイエンス高校 - 谷田部窓口センター
概ね1時間に1本運行されている。2012年（平成24年）10月改正で系統分割・経路変更。2016年4月1日に路線名を自由ヶ丘シャトル（谷田部） [J]から現行のものに変更。旧：地域循環9コースをルーツにしている。
鉄道線付近を通っており、16停留所の内9停留所が駅徒歩圏内にある。
自由ヶ丘シャトル [J]
みどりの駅 - 谷田部窓口センター - 谷田部車庫 - 農林団地中央 - 梅ヶ丘団地 - 茎崎窓口センター - 自由ヶ丘団地 - 富士見台
概ね1時間半に1本運行されている。2012年（平成24年）10月改正で系統分割・経路変更。2016年（平成28年）4月1日に路線名を自由ヶ丘シャトル（茎崎） [J]から現行のものに変更した。旧：茎崎町福祉バスひまわり号西コース（旧：地域循環13コース）をベースとした経路設定である。事実上関東鉄道藤代みどりの線末端部（自由ヶ丘団地 - みどりの駅間）を肩代わりしている。
上郷シャトル[K]
つくばセンター - 研究学園駅 - 研究学園西 - 東光台5丁目 - 東光台体育館 - 酒丸 - 豊里の杜 - 豊里中学校 - テクノパーク豊里中央 - 上郷 - 上郷上宿 - とよさと病院
概ね1〜2時間に1本運行されている。かつての吉沼シャトルの路線を中心に運行している。
西部シャトル[Se]
万博記念公園駅 - 島名小学校 - 別府学園台入口 - 上郷上宿 - とよさと病院 - やすらぎの里しもつま
概ね1〜2時間に1本運行されている。路線バスが廃止されたつくば市西部の各集落を中心に運行している。2024年9月まで運行されていた旧・西部シャトルは運行区間が長いために定時性に欠き、利用客も少ない状態が続いていたため、万博記念公園駅発着の新・西部シャトルとみどりの駅発着のみどりのシャトルに系統を分割した。
みどりのシャトル[M]
みどりのプール - みどりの駅 - 富士見ヶ丘団地 - 真瀬総合センター - 高須賀中央 - 上郷南 - 道の駅常総
概ね1〜2時間に1本運行されている。路線バスが廃止されたつくば市西部の各集落を中心に運行している。みどりのプール～みどりの駅間は土休日のみ運行する。平日朝の1便はみどりの駅～富士見ヶ丘団地間の循環運行。旧・西部シャトルから分割されて成立した際に、道の駅常総への乗り入れを開始し、常総市コミュニティバスへの乗り換えの便宜を図ることとなった。
茎崎シャトル[Ku]
牛久駅西口 - 高見原中央 - 茎崎窓口センター - 茎崎運動公園 - 下岩崎 - 上岩崎入口 - 自由ヶ丘団地 - 富士見台
概ね1時間〜1時間40分に1本運転されている。南部シャトル・自由ヶ丘シャトルと近接または並走する区間が多いが、そうした区間においても一部で経由地や通過順序が異なる。

### 廃止された運転系統
センター循環 [C]
つくばセンター - 吾妻小学校 - 吾妻三丁目 - つくばセンター - 竹園公園 - つくば国際会議場 - つくばセンター
2006年（平成18年）4月1日から2007年（平成19年）8月31日まで運行されていた。つくつくバス「センター地区循環」と同じく、つくばセンターを中心に筑波研究学園都市センター地区を循環する都心型の路線であった。吾妻小学校先回りの「内回り」とつくば国際会議場先回りの「外回り」がともに一周22分で一日24便、30分間隔で運転していた（目的地に辿り着けるという点では実質15分間隔）。運賃は100円均一で、一日乗車券（400円）が地域循環と共通利用できた。
地域循環
駅や市役所庁舎などの公共施設を起点とする13の循環系統があった。ルートが複雑な系統もあり、1回の運行で同一の停留所を複数回通るものがあった。各系統にはA回りとB回り、さらに一部系統には通勤・通学の利便にあわせた直線的系統（S回り）を設定していた。運賃は200円均一であった。1・2コースの昼間時間帯は、電話予約があった場合にのみ運行するデマンドバス方式の実証実験を行っていた。2011年（平成23年）4月1日の大改編に伴い13系統全てが廃止された。
学園南循環 [G]
つくばセンター - つくば国際会議場 - 白畑児童公園 - 筑波宇宙センター - 梅園公園 - 茗渓学園  - 白畑児童公園 - つくば国際会議場 - つくばセンター
2007年（平成19年）9月1日運行開始。研究学園地区主要部の南部（梅園、東、稲荷前、二の宮）を循環するラケット状路線で白畑児童公園以南は循環区間であり筑波宇宙センター先回りは「A回り」、茗渓学園先回りは「B回り」であった。一周40分で、一日31便（A回り・B回り合計）運行されていた。運賃はつくばセンター・つくば国際会議場の区間内相互間は100円、それ以外は200円均一であった。2011年（平成23年）4月1日に関東鉄道の一般路線（系統番号：CG）に移行された。

## 運行事業者
- 関東鉄道
  - つくば中央営業所（南部・谷田部・西部シャトル）[22]
  - つくば北営業所（北部・小田・作岡・吉沼・上郷シャトル）[22]
  - 竜ヶ崎営業所（自由ケ丘シャトル・茎崎シャトル）[22][23]

系統により運行する営業所が異なる。2011年（平成23年）の路線改変前は、地域循環の一部を土浦営業所も担当していた。

## 交通系ICカード
全国交通系ICカード（PASMOと相互利用カード合わせて10種類）が利用可能。ストアードフェア（SF）残額による乗車の他、車内運賃箱での現金チャージにも対応する。
一方、バス利用特典サービス（バス特）やIC定期券は導入していない。
独自のチャージ機は設けず、つくばエクスプレス各駅（市内に4駅）・つくばセンターバスターミナル（関東鉄道つくば学園サービスセンター）やコンビニエンスストア（市内に128店舗）など既存施設・店舗でのチャージ対応に依存している。工業団地など沿線にはチャージできる施設が全くない地区も存在する。

## 運賃・乗車券類

### 運賃
運賃は特殊区間制で区数により200円・300円・400円のいずれかとなる。最初の運賃はどこでも1区200円となるよう設定されている。

#### 各種割引
小学生以下の小児や市内在住の65歳以上（つくば市高齢者運賃割引証が必要）および身体障害者手帳などを提示した場合は半額。

#### 乗継割引

##### つくタク・一般路線
平日9時から17時に限り、以下に示す乗り継ぎを行う場合は2つ目の交通手段の運賃が上限200円になる。利用するには1つ目の交通手段において降車時に乗継券をもらう必要がある。
- つくバス同士の乗り継ぎ
- つくタク（地区内利用のみ）からつくバスへの乗り継ぎ
- つくバスからつくタク（同上）への乗り継ぎ
- 関東鉄道一般路線バス市内区間からつくバスへの乗り継ぎ
- つくバスから関東鉄道一般路線バス市内区間への乗り継ぎ（この場合に限り小人割引・高齢者割引・障害者割引と併用可）

##### 広域連携バス
北部シャトルと下記のバスの間には相互乗り継ぎ割引制度がある。筑波山口接続。割引額はいずれも100円。一つ目のバスで乗継割引券の発行を受ける。
- 筑西市・つくば市間広域連携バス（通称：筑西市広域連携バス）
- 桜川市・つくば市間広域連携バス（通称：桜川市バス、ヤマザクラGO）

### 乗車券類
下記の3分野7券種を市内の関東鉄道バス営業所等で発売する。定期券以外は車内でも発売。ICカード搭載不可。普通乗車券は発売しない。
- 一日乗車券 - 大人500円、小人250円（土・日・祝日用。購入当日限り有効）
- 回数乗車券 - 500円（50円券11枚）、1000円（100円券11枚）、2000円（200円券11枚）の3種類
- 定期乗車券 - 通勤定期券、通学定期券、片道通学定期券の3種類

#### 企画乗車券
つくバス北部シャトルにも乗車できる特別企画乗車券がある。
- 筑波山きっぷ・筑波山あるキップ

首都圏新都市鉄道発行。秋葉原駅 - 研究学園駅間各駅で発売。
- 筑波山ストーリー

ジェイアールバス関東発行。東京駅高速バスターミナルで発売。

## 案内

### 停留所
停留所名は基本的に運行事業者の関東鉄道に合わせており、地名や付近の施設名を採用している。「つくば駅」は関東鉄道に合わせて「つくばセンター」に戻され、のりのりバス特有の屋号を付けた停留所名（例：山崎商店）も継承されなかった。
一方、つくバス化後の新設停留所では関東鉄道と同位置にありながら別の停留所名を付けた例がある（例：花畑）。
全ての停留所に英字と2桁の数字を組み合わせた番号が振られている。英字は路線の系統固有番号（H・O・S・Y・N・Ya・J・K・Se・Ku）で、数字は駅から末端部にかけて01から順になっている。複数の系統が通る停留所では各系統ごとに番号が振られている。
車椅子で乗降可能な停留所は、つくば市バスマップおよびつくば市のサイトに記載されている。
停留所標識柱は一般路線に似た独自のものを使用している。少なくとも2011年改編以降、日本の狭隘道路区間にありがちな標識柱の片側集約設置は確認されていない。標識板上部には「つくバス」ロゴマークの他、「つくば市」ではなく「関東鉄道」と小さく記載されている。

### つくば市バスマップ
つくば市では、つくバスを中心とした市内バス路線の路線図を作成し、自治会・区会（町内会・集落組織）を通じて各戸配布した。ポスターサイズの冊子ではつくバス各系統ごとの路線地図、全停留所の時刻表と車椅子乗降可能停留所を記している。なお市の庁舎及び公民館等、つくば駅のつくば市総合案内所で配布している。

## 利用状況
つくば市が公表した利用状況は次の通り。座席定員は11 - 14人（小型路線バス車両）、27人（中型路線バス車両）である。2011年度以降はおよそ半年から一年おきに停留所を増設している。―はデータ未収集。
| 年度     | 利用者数    | 一日平均乗車人数 | 一便あたり平均乗車人数 | 備考               |
| -------- | ----------- | ---------------- | ---------------------- | ------------------ |
| 2006年度 | 453,373人   | ―                | ―                      | [ 25 ]             |
| 2007年度 | 581,356人   | 1,588人          | 6.4人                  | [ 25 ]             |
| 2008年度 | ―           | ―                | ―                      | イーアスつくば開業 |
| 2009年度 | ―           | ―                | ―                      |                    |
| 2010年度 | 736,397人   | ―                | ―                      | 震災・原発事故     |
| 2011年度 | 619,442人   | 1,693人          | 5.4人                  | シャトル体制移行   |
| 2012年度 | 744,531人   | ―                | ―                      | [ 27 ] [ 28 ]      |
| 2013年度 | 806,570人   | ―                | ―                      | [ 28 ]             |
| 2014年度 | 888,032人   | ―                | ―                      | 上郷区間便開始     |
| 2015年度 | 953,837人   | ―                | ―                      | [ 30 ]             |
| 2016年度 | 1,004,662人 | ―                | ―                      | [ 30 ]             |
| 2017年度 | 1,037,547人 | ―                | ―                      | [ 30 ]             |

## 車両

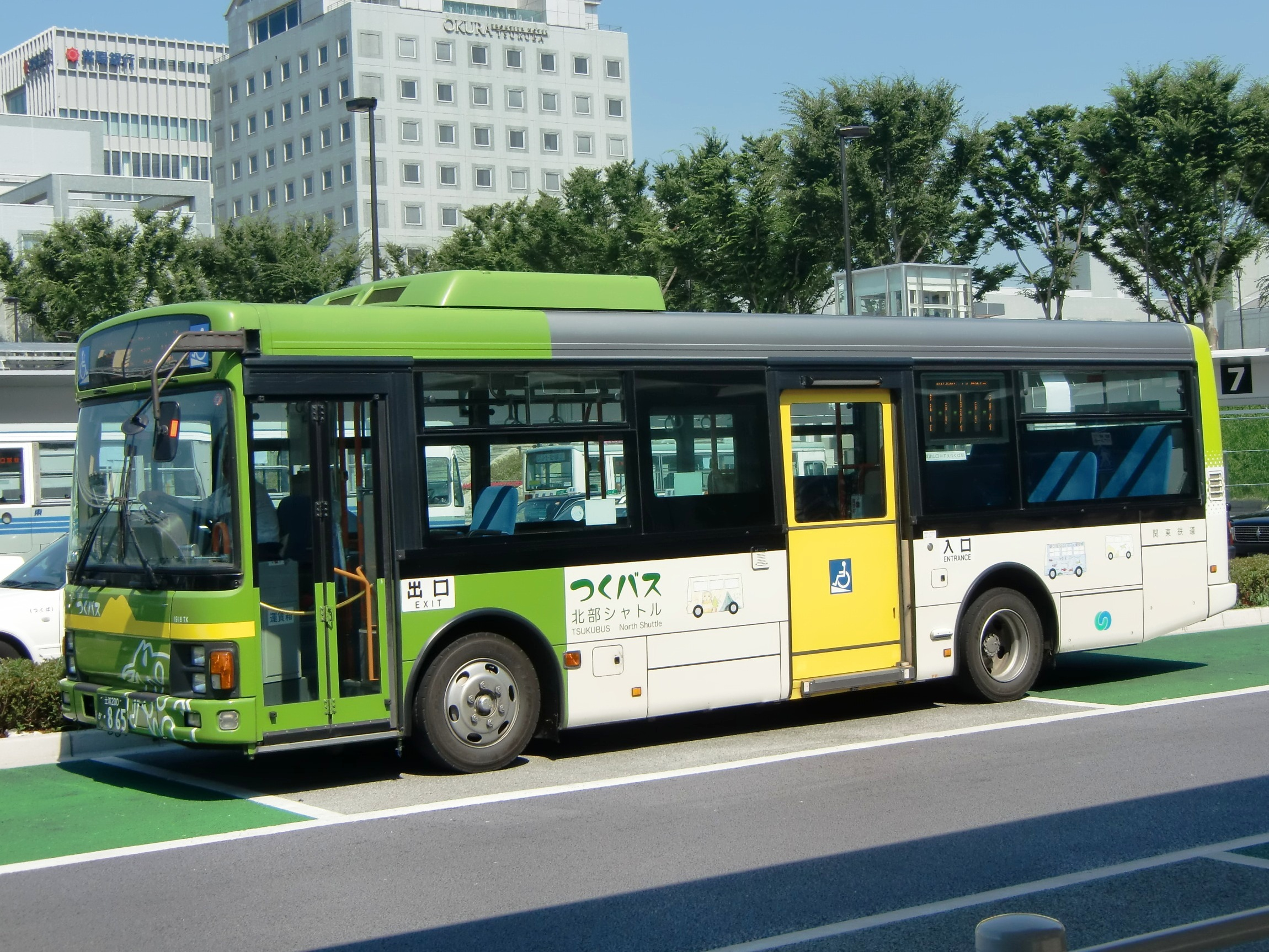
北部シャトルの車両（旧：北部色・自転車ラック設置前）

- 小田・吉沼・西部・自由ヶ丘シャトル：日野・ポンチョ 三菱ふそう・エアロミディME（小型車）
- 上記以外：いすゞ・エルガミオ（中型車）

全ての車両にSDGsの取り組みをPRするオリジナルラッピングが施されている。北部シャトルの全車両に自転車ラックが装備されている。
尚、2017年にポンチョ、エルガミオ（AMT装備の2代目）が投入され、初期導入車の一部が置き換えられた他、作岡、谷田部、自由が丘シャトルで運行されていた小型車が中型車に変更され輸送力の増強が図られている。なお都合により、中型車使用路線で小型車が使われたり、オリジナルカラーのつくバス専用車でなく、通常の関東鉄道の路線バス車（中型車、小型車）が代車として使われる場合がある。
2011年（平成23年）3月31日までは全車両ノンステップバス、ユニバーサルデザイン仕様であった。地域循環は青紫色、学園南循環はオレンジ色、北部シャトルは緑（抹茶）色を主体としたカラーであった。
センター循環はオレンジ色を主体とした塗装のクセニッツ車であったが、代車として関東鉄道のノンステップバス（中型車）が使われることも多かった。

## 不祥事・ミス・事故
つくバスでは2022年後期から2023年にかけてを中心に、コースを誤るなどのミスや不祥事、事故が多発している。 つくば市は運行業者の関東鉄道に再発防止の徹底を複数回求めている。

### 2022年（令和4年）
- 10月26日 - 道路中央寄りを対向してきた乗用車と衝突、乗客2人軽傷。
- 10月28日 - 信号待ちで停車中にブレーキが緩み、前の乗用車に追突、乗用車の1人軽傷。
- 12月15日 - 運行コースを誤り、停留所2カ所通過せず遅延。
- 12月24日 - 停留所1カ所で停車せず、2人が乗車できず。
  - 同日 -  乗客の降車ボタンを見落とし、停留所を通過。

### 2023年（令和5年）
- 2月8日 - 運行コースを誤り遅延。
- 3月10日 - 信号待ちの際にサイドブレーキとフットブレーキが甘く、後退。後ろに止まっていた乗用車に接触。
- 3月24日 - 運行コースを誤り10分遅延。[32]
- 3月末 - 停留所を予定発車時刻から5分早く発車。
- 4月9日 - つくばセンター発筑波山口行きのバスが、つくば市妻木のバス停で乗客1人を見落とし通過。